# Novaki Petrovinski
 Novaki Petrovinski  falu Horvátországban Zágráb megyében. Közigazgatásilag Jasztrebarszkához tartozik.

## Fekvése
Zágrábtól 34 km-re, községközpontjától 4 km-re délnyugatra fekszik. 

## Története
A település nevét egykori birtokosáról a Novak családról kapta. Névutótagja onnan származik, hogy a petrovinai plébániához tartozik. 
A falunak 1857-ben 209, 1910-ben 247 lakosa volt. Trianon előtt Zágráb vármegye Jaskai járásához tartozott. Önkéntes tűzoltóegyletét 1927-ben alapították. 2001-ben 324 lakosa volt. 

## Lakosság
| Lakosság változása | Lakosság változása | Lakosság változása | Lakosság változása | Lakosság változása | Lakosság változása | Lakosság változása | Lakosság változása | Lakosság változása | Lakosság változása | Lakosság változása | Lakosság változása | Lakosság változása | Lakosság változása | Lakosság változása |
| ------------------ | ------------------ | ------------------ | ------------------ | ------------------ | ------------------ | ------------------ | ------------------ | ------------------ | ------------------ | ------------------ | ------------------ | ------------------ | ------------------ | ------------------ |
| 1857               | 1869               | 1880               | 1890               | 1900               | 1910               | 1921               | 1931               | 1948               | 1953               | 1961               | 1971               | 1981               | 1991               | 2001               |
| 209                | 222                | 283                | 301                | 278                | 247                | 232                | 197                | 207                | 269                | 304                | 292                | 244                | 321                | 324                |

## Nevezetességei
Jézus Szíve tiszteletére szentelt templomát a fő- és mellékutak kereszteződésében építették. Egyhajós épület, egyszerű alaprajzú, téglalap alakú hajóval, és valaminel keskennyebb szentéllyel, mely ötszögű apszisban végződik. A főhomlokzat központi tengelyében álló harangtorony földszintjén előcsarnok található, melyen keresztül lehet a templomba belépni. A templom 1907-ben épült neogótikus stílusban. Épülettömbjét a hatalmas, zömök harangtorony uralja, amely az első két emeleten négyszögletes, míg az utolsó emeleten nyolcszögletes keresztmetszetű, akárcsak a harangtorony piramis alakú sisakja. A harangtorony reprezentatív képét két pár lépcsőzetes támpillér és balusztrádos korlát fokozza. A templom neogótikus főoltárral rendelkezik.